# 西门子模块化列车
西门子模块化列车（Mo.Mo） 是由西门子交通（原西门子铁路系统）生产的用于城市快速运输系统的电动列车系列。车辆概念于2000年在维也纳推出，整车零部件采用模块化设计概念，并允许车辆根据客户需要进行定制。本系列列车现已被西门子Inspiro新一代列车平台替代。

## 概览
该列车设计用于每小时运量20,000至60,000名乘客的城市轨道交通系统。列车车身由保时捷设计公司设计，灵感来自于慕尼黑地铁A系列列车和纽伦堡地铁DT2型列车。采用模块化设计的部件包括各种车辆端，门，舷梯，车顶空调和内饰。单个车辆的长度可从17到25米（55英尺9英寸到82英尺0英寸），宽度可从2.6到3.2米（8英尺6英寸到10英尺6英寸）不等。列车可选择2-8节不同编组，并可根据需要实现列车编组自由调整组合。列车车身采用不锈钢或铝制，并有三种横截面可选：直侧壁车身，3度倾斜的梯形侧壁车身和鼓型车身。

## 运用情况
- 广州地铁：21列六节编组列车（A1型），与Adtranz共同制造，用于广州地铁一号线。
- 曼谷大众运输系统：57列四节编组列车，其中22列与土耳其Bozankaya合资建造。
- 台北捷运：板南线36列321型和6列341型，均为6节编组。
- 维也纳地铁：62列六节编组列车，当地命名为V型。
- 上海地铁：63列六节编组列车（04A01型），其中26列与南车株机合资建造。另提供20节车厢用于一号线列车扩编。
- 墨尔本地铁：72列三节编组列车，使用1600mm的宽轨。
- 曼谷地铁：54列三节编组列车，用于差隆拉差蒙坤线。
- 奥斯陆地铁：115列三节编组列车，当地命名为MX3000。
- 纽伦堡地铁：30列两节编组无人驾驶列车，当地命名为DT3，用于U2线和U3线。
- 高雄捷运：42列三节编组列车，远期将扩编为六节编组。

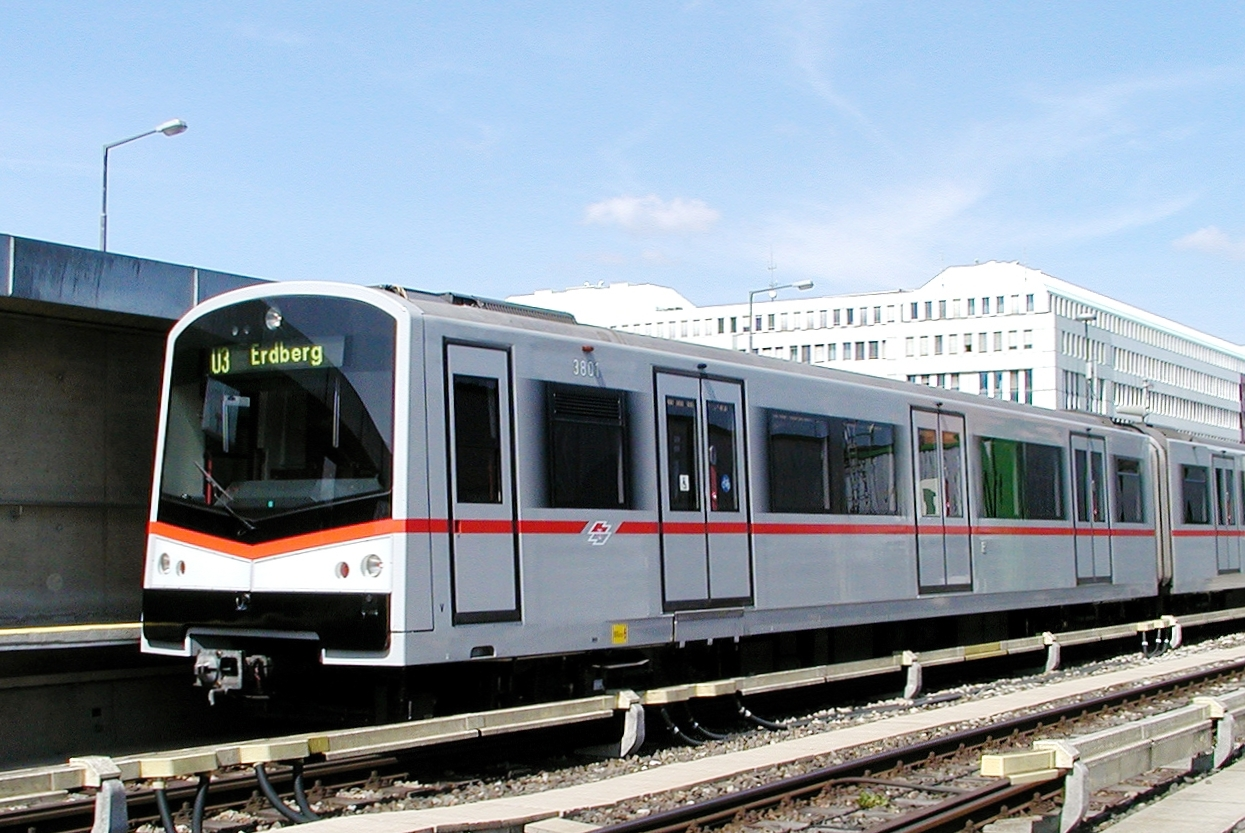
第一组模块化列车, 维也纳地铁V型
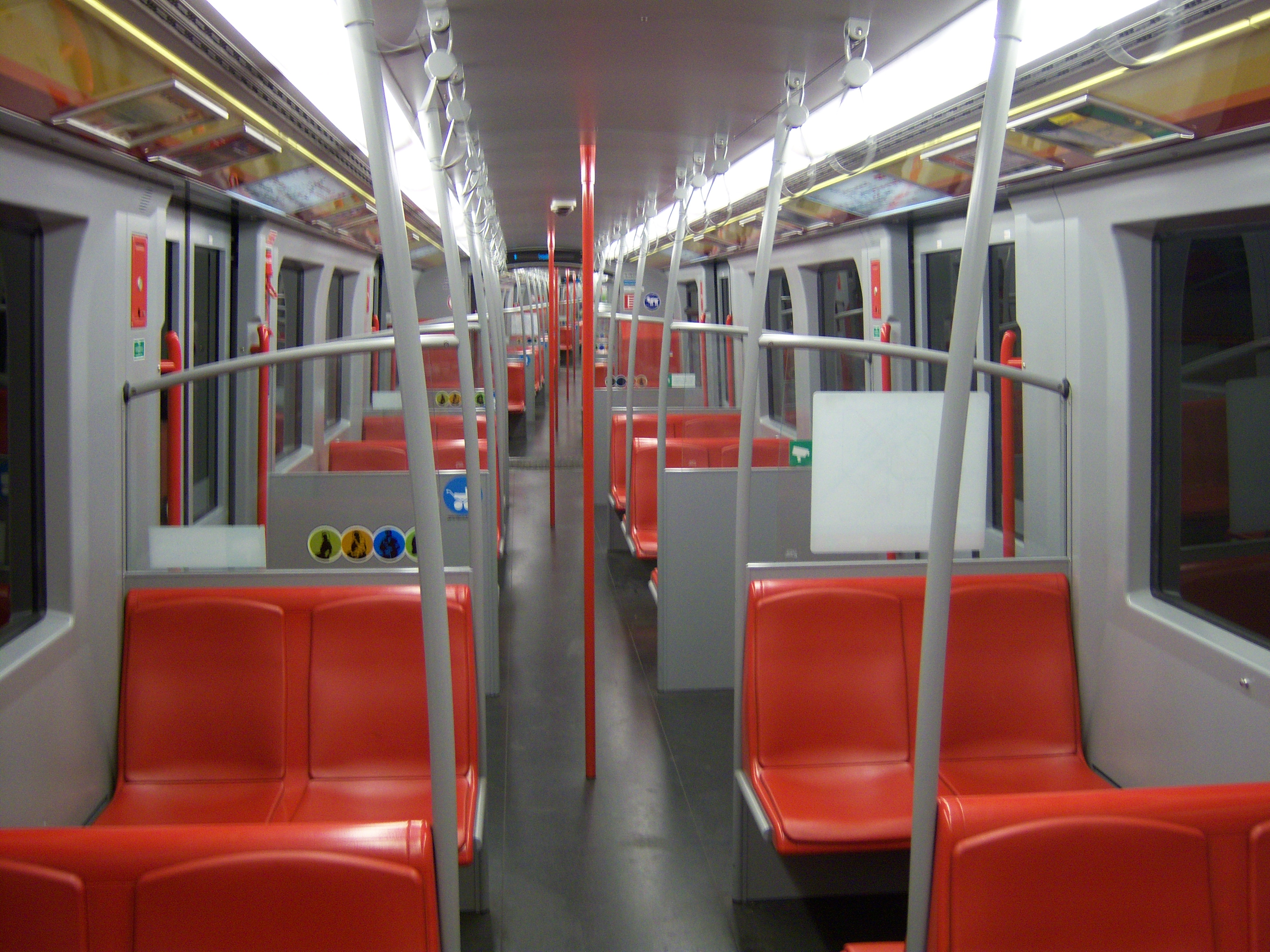
维也纳地铁V型内饰
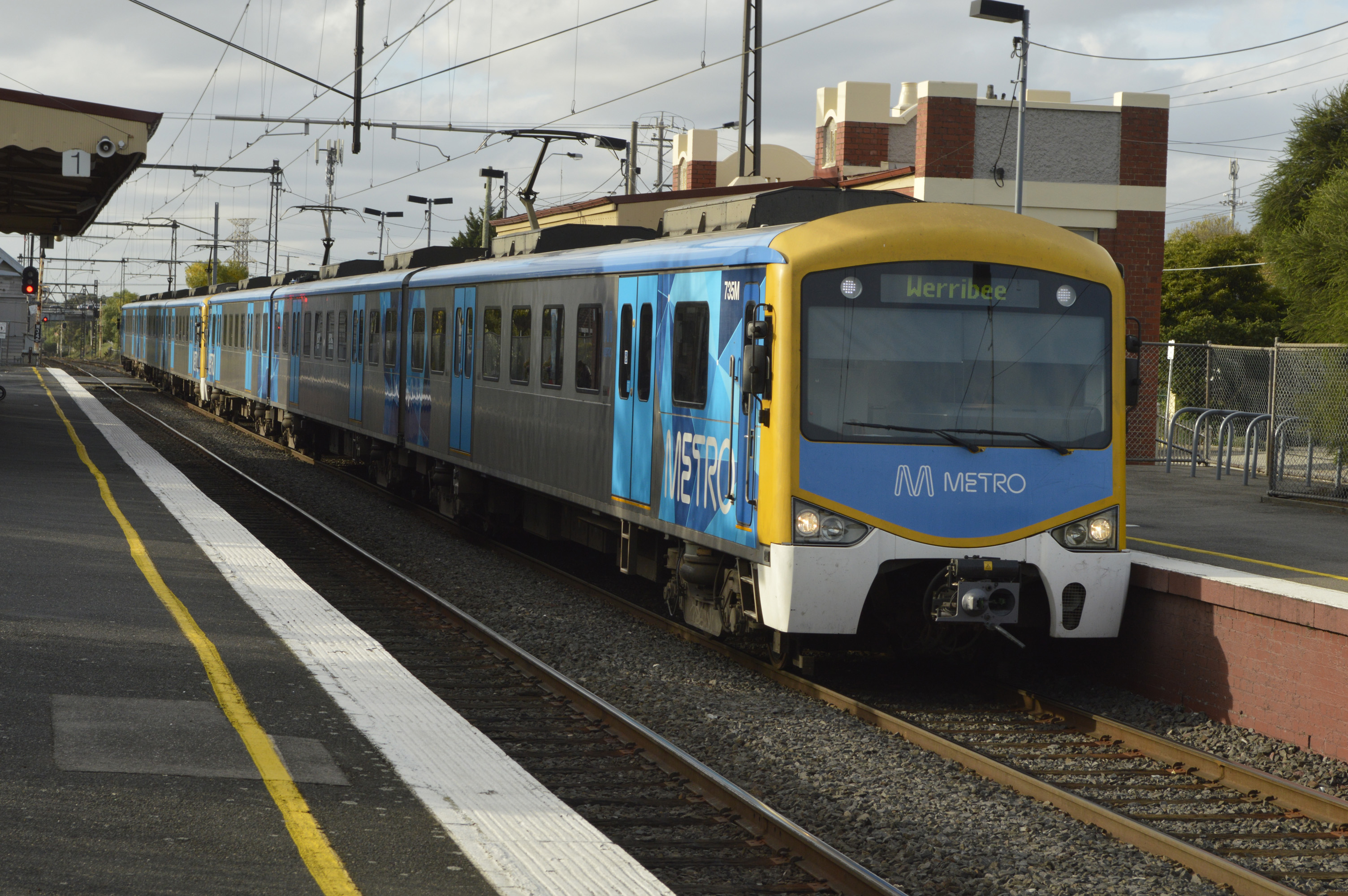
西门子 Nexas列车运用于墨尔本地铁
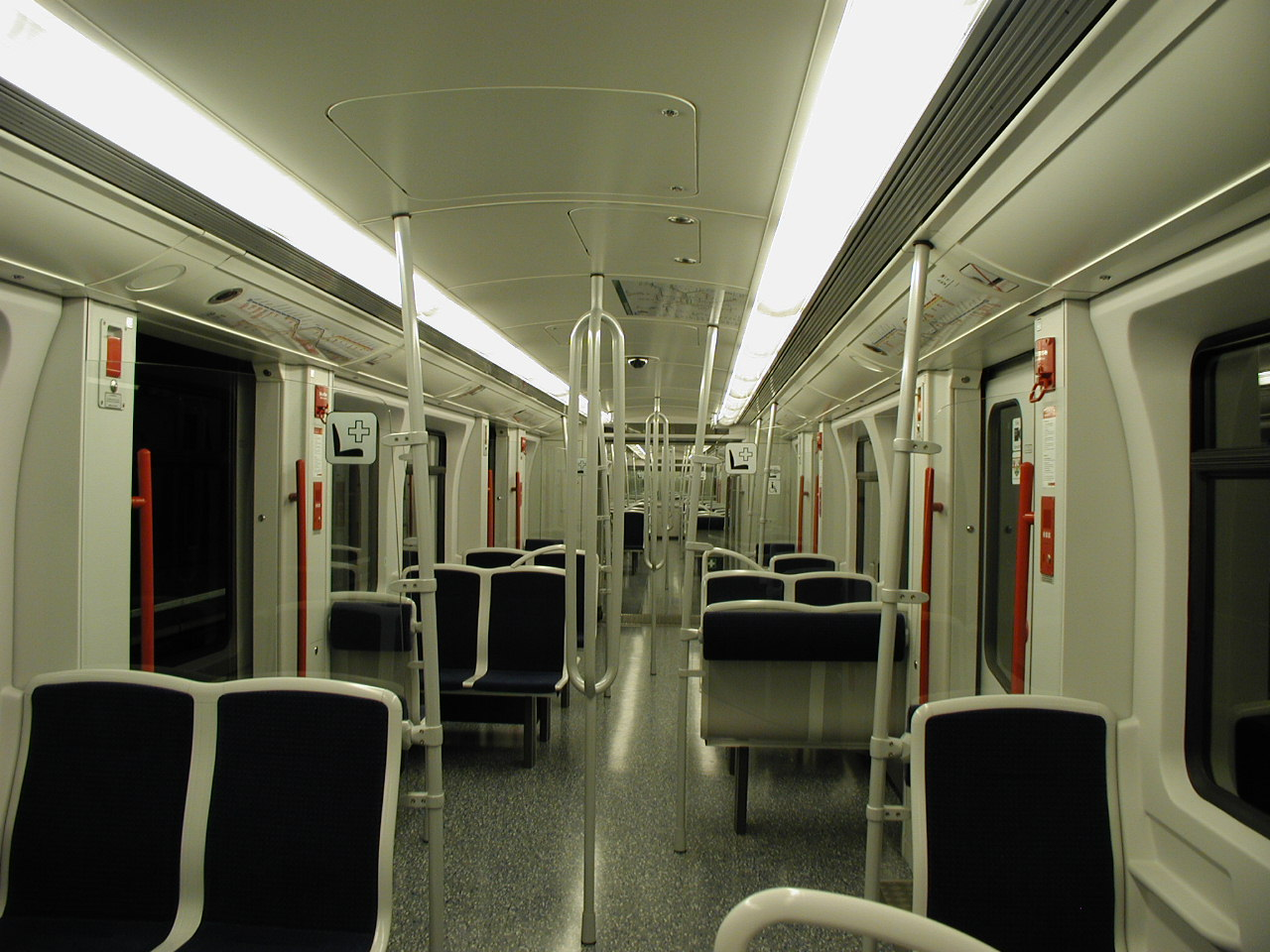
纽伦堡地铁DT3型列车内饰
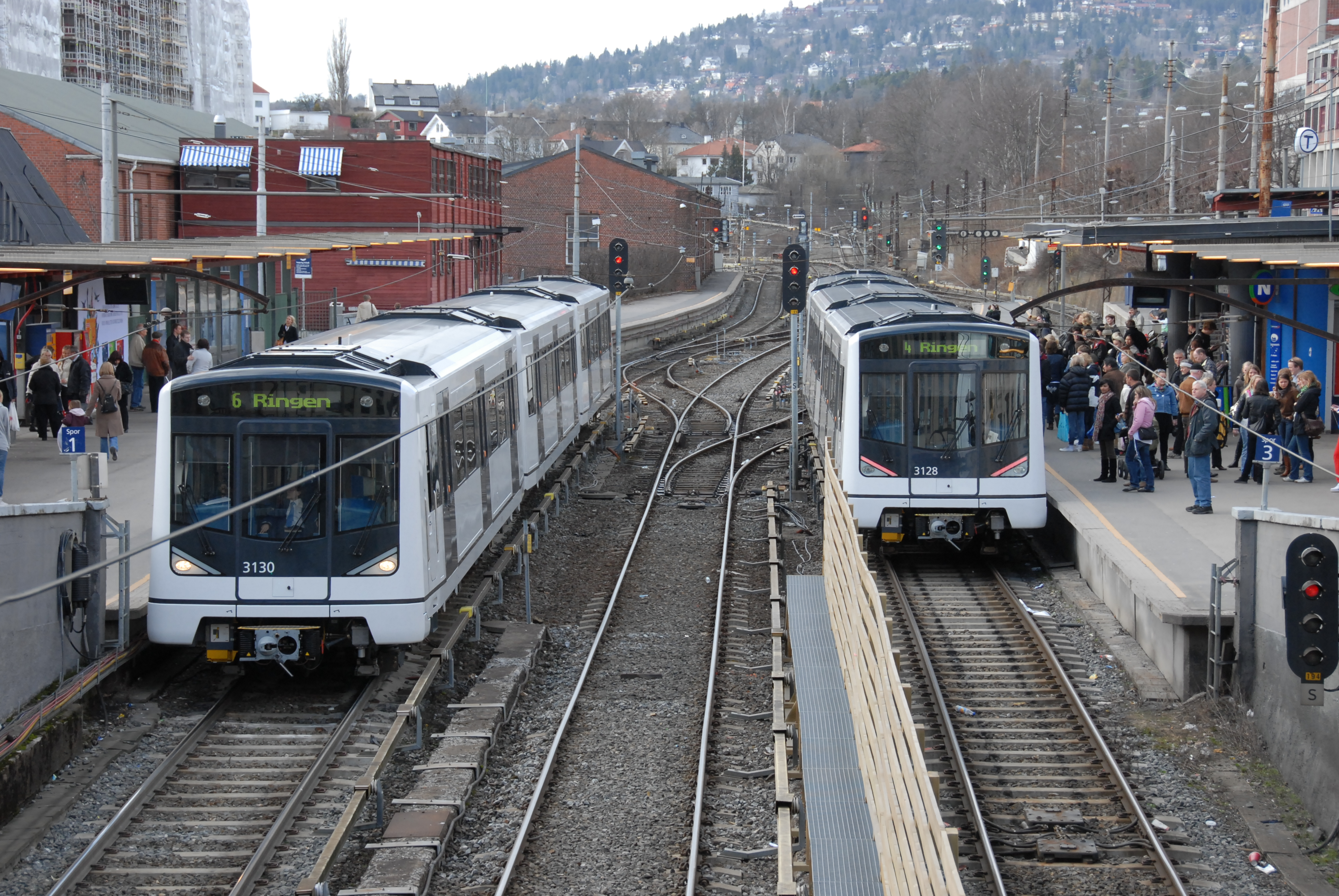
奥斯陆MX3000型列车
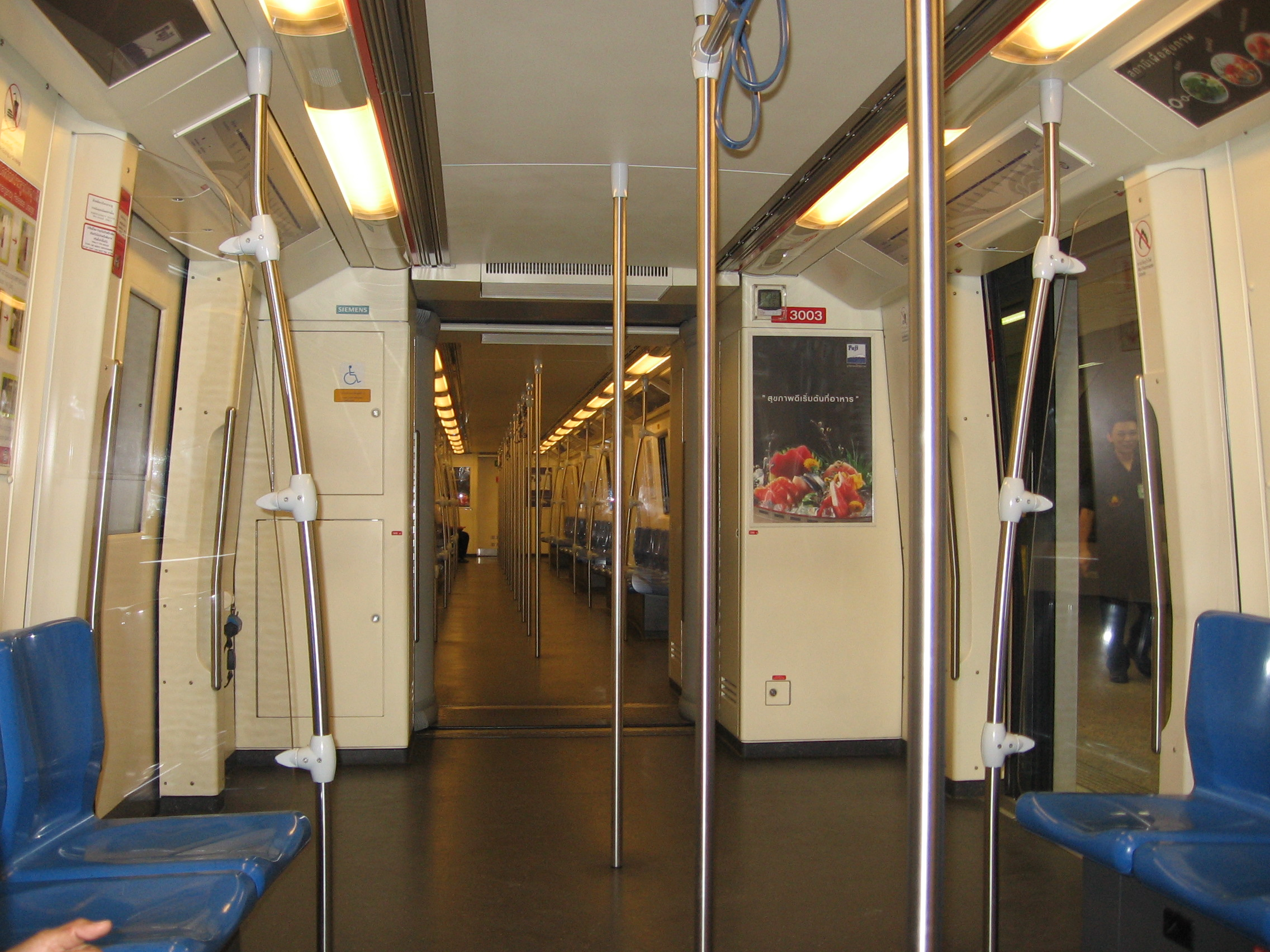
运用于曼谷地铁的模块化列车内饰
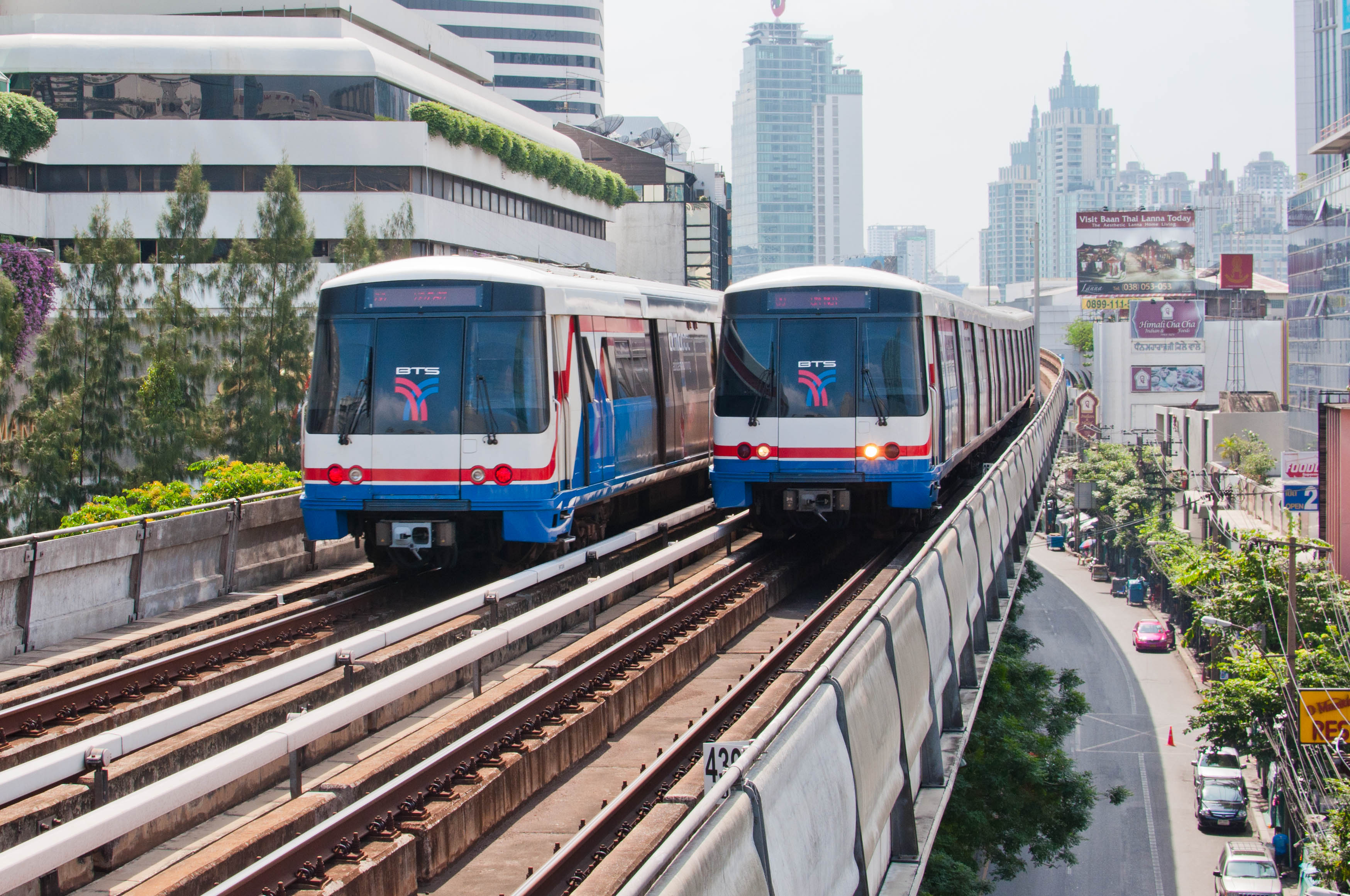
运用于曼谷大众运输系统的模块化列车
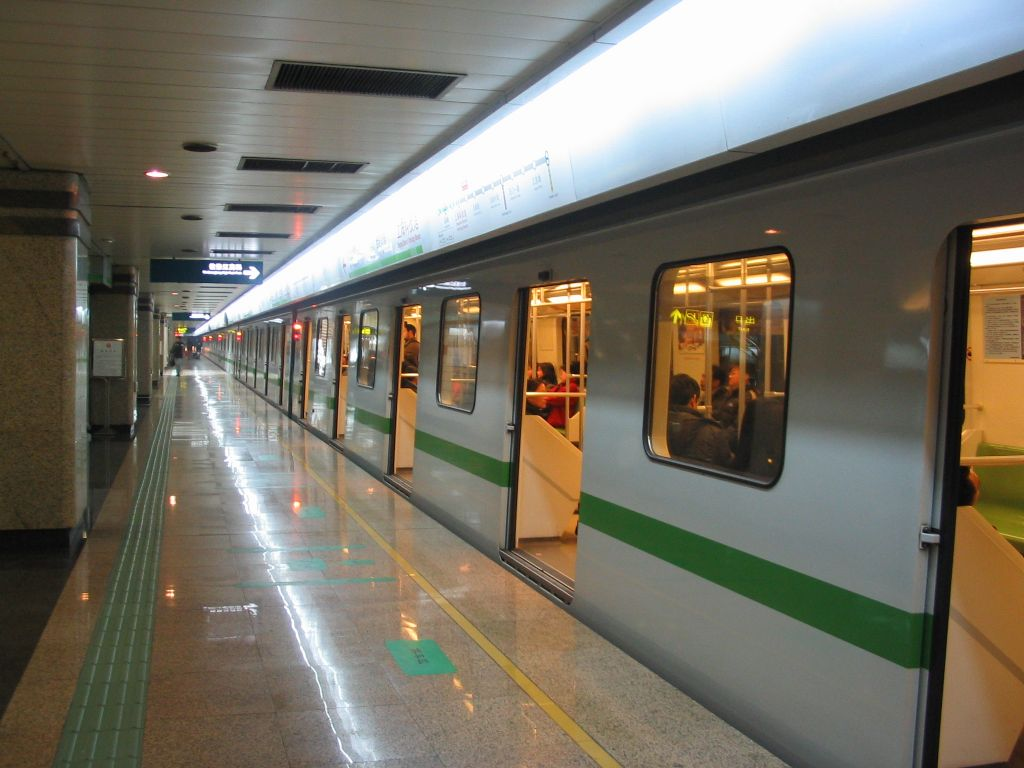
上海地铁AC02型列车
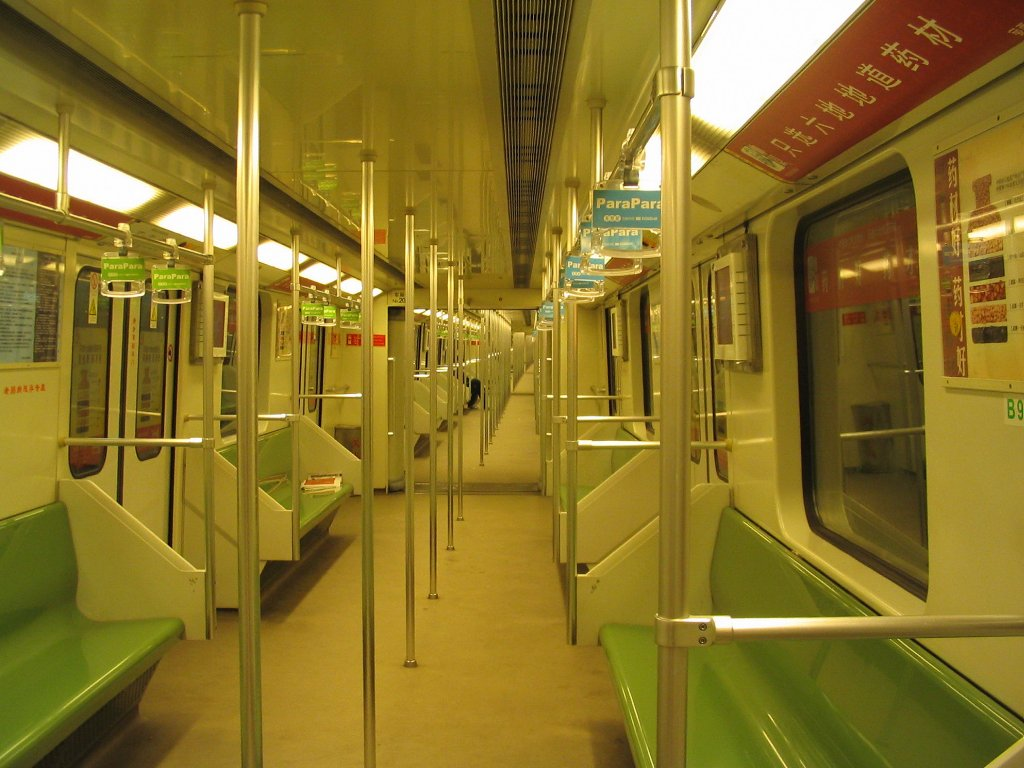
上海地铁AC02型列车内饰
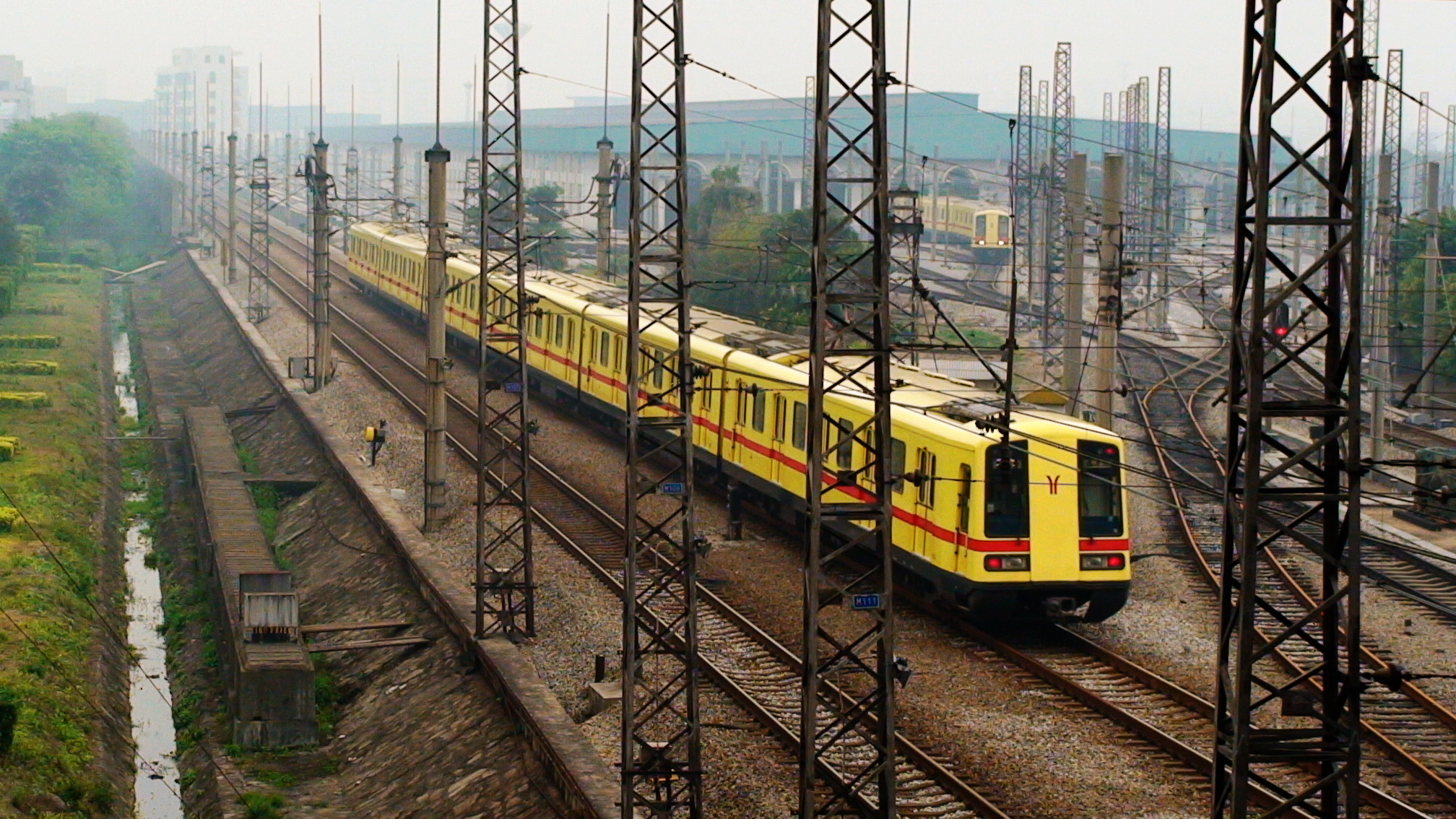
广州地铁一号线列车